# Minguito Tinguitella
Domingo Tinguitella, o simplemente "Minguito" o "el Mingo", fue un famoso personaje creado por el guionista Juan Carlos Chiappe e interpretado por el actor argentino Juan Carlos Altavista (1929-1989), entre las décadas de 1960 y 1980. "Minguito" intentaba esterotipar "al hombre de pueblo argentino", y más particularmente de Buenos Aires, descendiente de inmigrantes. El personaje alcanzó gran repercusión cuando fue incluido en un popular programa humorístico televisivo de los hermanos Gerardo y Hugo Sofovich, Polémica en el bar, que intentaba reflejar en la mesa de un típico cafetín de Buenos Aires, a la sociedad argentina. Allí estaban "el chanta"; el intelectual; el hombre de clase media; y el trabajador hijo de italianos: Minguito.
El mismo personaje es reeditado por el actor y humorista Miguel Ángel Rodríguez en la nueva edición de Polémica en el bar de 2016 que es dirigida por Gustavo Sofovich.

## Características
El personaje apareció a fines de la década de 1950 en la radio. Altavista y otro actor joven interpretaban a dos chicos de la calle, Hilacha y Solino. Otros personajes de la serie eran "El guapo del conventillo" interpretado por Juan Carlos Palma; "Pamela", la sin puntos ni comas, interpretada por Inda Ledesma y Fidel Pintos, con sus famosos personajes "sanateros".
Minguito Tinguitella tenía cuatro características principales que lo distinguían: era "hincha" (fanático) de Boca Juniors, era intransigentemente peronista, era descendiente de italianos, y era trabajador informal ("cartonero" y periodista de barrio). Además "Minguito", quien nunca se había casado, profesaba un amor sublime por su madre, "la viejita", a quien consideraba una santa. Tenía una vieja camioneta Chevrolet Campeón 1928, a la que llamaba la Santa Milonguita, para "cartonear" o "cirujear" en la quema de basura
Generalmente se presentaba vestido con un traje que le quedaba chico, camisa cerrada al cuello, sombrero blando de fieltro, tipo "chambergo", bufanda al cuello, en pantuflas y un mondadientes en la boca. A partir de "Polémica en el bar", Altavista adoptó como vestimenta de Minguito, la de su propio padre, a manera de homenaje, por no haber podido acompañarlo al momento de su fallecimiento. En un reportaje dijo: "Me puse ropas de él. Su sombrero, el saco, la camisa, el echarpe, un cinto grueso de cuero. Y le agregué zapatillas de paño y palillo en la boca". Hablaba un lunfardo estricto con un reconocible acento derivado de su origen italiano. 
Solía burlarse amablemente ("gastar") de sus compañeros en la mesa del café, de sus reflexiones y preocupaciones, frecuentemente intelectuales. Sin embargo, con gran facilidad podía enojarse con cualquiera de ellos, cuando era a su vez objeto de burlas, llegando inmediatamente a trenzarse a los golpes.
Minguito fue periodista de un medio gráfico que se llamaba "La Voz del Rioba". Era acompañado por un fotógrafo llamado "El Preso" o "Sopre", interpretado por Vicente La Russa. Minguito le hacía reportajes a grandes personajes. "La Voz del Rioba" apareció por primera vez en junio de 1973, en forma de historieta. En su primer número Minguito le realizó un reportaje a Héctor J. Cámpora, recién elegido presidente.

## Guiones
El guionista original fue Juan Carlos Chiappe. Al fallecer este en 1972, Altavista recurrió a Roberto Peregrino Salcedo (1928-2000).

## Hechos históricos
Durante la "Revolución Argentina" (1966-1972), y cuando se encontraba prohibido con pena de prisión mencionar la palabra "Perón", Altavista, personificado como Minguito, en el programa "Polémica en el bar", mencionó al expresidente Juan Domingo Perón fuera de libreto y lo defendió. El hecho produjo una notable inquietud entre sus compañeros actores allí presentes. Sin embargo el programa no fue levantado.
En 1987, dos años antes del fallecimiento de Altavista, "Minguito" entrevistó a Diego Maradona como reportero de La Voz del Rioba. Maradona apareció en la entrevista vestido como Minguito. Se considera que esto tuvo una gran repercusión dado que "Minguito" se había convertido en un símbolo del fanático de Boca.[¿según quién?]
Previo a  la asunción de Carlos Menem en 1989 "Minguito" lo invita a su programa donde realizan chistes junto con el entonces Presidente electo de la Nación.
En 1994 Roberto Grela y Leopoldo Federico compusieron en honor del personaje y del actor, el tango "Minguito Tinguitella".
En 2016, "Minguito" fue interpretado en Polémica en el Bar por Miguel Ángel Rodriguez, donde le realiza una entrevista a Lionel Messi recreando una de las entrevistas a Maradona realizada años antes.

## Debate sobre el personaje
El personaje de Minguito Tinguitella dio lugar a notables debates sobre su personalidad y su forma de hablar. Algunos sectores cuestionaban que se difundiera de manera querible, la figura de un trabajador informal que no hablaba un castellano académico, sino el lunfardo de los inmigrantes.
Un ejemplo de estas críticas puede verse en el siguiente párrafo de Edgardo de Luca:

Hay una industria exacerbada de la rufianería. Basta con repasar la lista de ídolos populares, que suman prontuarios: Monzón, Maradona y antes Mate Cocido, Bairoletto y el Pibe Cabeza. Uno de los programas más exitosos de la televisión endiosaba a Minguito Tinguitella, poligrillo y asno redomado -sin trabajo conocido- que hubiera respondido como los estudiantes platenses, pero arrancaba risotadas con sus sátiras ramplonas a los intelectuales.

En sentido contrario, Marcelo Héctor Oliveri, ha declarado lo siguiente:

Me encantaba cómo hablaba Minguito Tinguitella, el personaje que hacía Juan Carlos Altavista. Él lo que hacía era hablar con palabras que venían de la inmigración, es decir, hablaba en lunfardo.

Minguito fue atacado por el Proceso de Reorganización Nacional. Durante 1978 en una radio el marino que la intervenia lo intimó: "Le doy 30 días para que eduque a ese personaje". La escritora Martha Mercader, en 1981 opinó que era un "infradotado y un conformista, un personaje empobrecido y poco real". En ese año, Minguito y Mario Sapag fueron los mayores éxitos de la TV argentina, creándose una fuerte polémica sobre si Minguito era "deformante" para la cultura argentina. En esos años, filmó un comercial de yogur donde aparecía diciendo con su voz habitual: "¡Si señó, que yogú!", lo que le acarreó una censura al aviso, el cual debió modificarse, y así Minguito apareció diciendo: "¡Sí señorrr, que yogurrr!", lo cual deformaba la esencia del personaje. Otra curiosidad, años después, fue la sustitución del apellido original "Tinguitella" por el de "Piparola" en una película que filmó junto a Juan Carlos Calabró. Ello se debió a un litigio con la viuda de Juan Carlos Chiappe.